# Zionskirche (Essen-Horst)

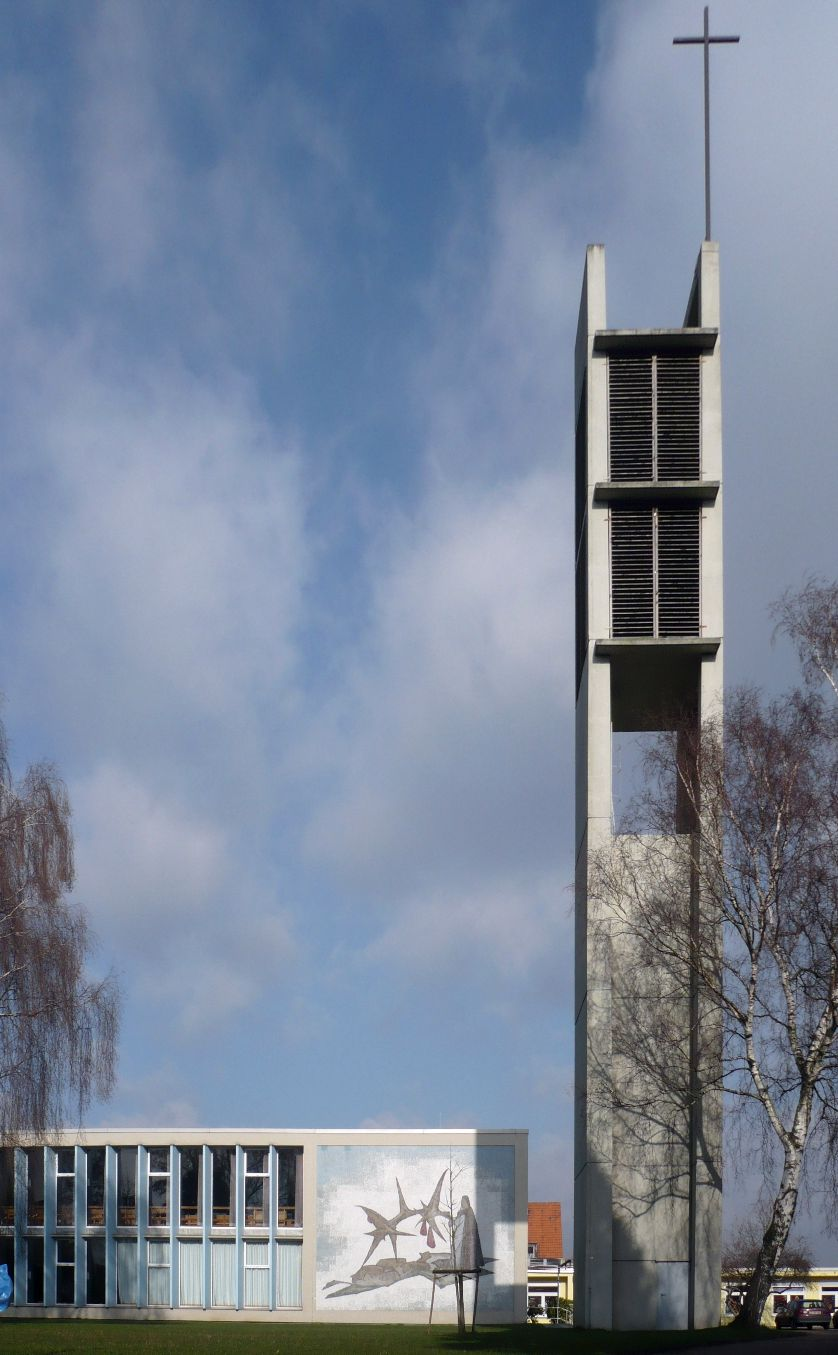
Zionskirche (2008)

Die Zionskirche ist eine evangelische Kirche im Essener Stadtteil Horst in der Dahlhauser Straße 161. Sie wurde von 1957 bis 1958 im Stil der Nachkriegsmoderne erbaut und gehört heute zur Kirchengemeinde Freisenbruch-Horst-Eiberg im Kirchenkreis Essen der Evangelischen Kirche im Rheinland. Am 21. November 2019 wurde sie unter Denkmalschutz gestellt.

## Geschichte
1938 gab es bereits Pläne der evangelischen Kirchengemeinde Königssteele, im Oberen Horst eine Kirche zu errichten. Aufgrund des 1939 beginnenden Zweiten Weltkriegs kam es nicht mehr zum Bau. Durch Einwanderung von Arbeitskräften für den Bergbau im Bereich von Horst und dem benachbarten Eiberg, aber auch protestantischen Kriegsflüchtlingen aus einst deutschen Ostgebieten wie Schlesien, Pommern und Ostpreußen wurde ein Kirchbau wieder notwendig.
Die Kirche wurde nach Plänen des Eiberger Architekten Karl-Friedrich Lange errichtet, der sie ab 1953 entwarf. Die Namensgebung der hoch gelegenen Kirche erinnert an den Berg Zion in Jerusalem, also die himmlische Lage. Die Grundsteinlegung fand am 14. April 1957 statt. Die Kirchweihe folgte am 30. November 1958. Der Kindergarten, das Jugendheim und die Küsterwohnung wurden im gleichen Zeitraum erbaut. Der Turm mit Stahlglocken des Bochumer Vereins ist in der Art eines Campanile freistehend und kam in den Jahren 1959/60 hinzu, ebenso wie ein Pfarr- und ein Schwesternhaus in den Jahren 1960 bis 1962. Den Eingangsbereich bildet ein vorgelagerter Gebäudekubus, von dem aus man auch in den Keller gelangen kann, in dem eine Küche untergebracht ist. Die in Blei gefassten Antikglasfenster, die den gesamten Hintergrund des Altarraums der einschiffigen Kirche bilden, wurden 1957 von der Düsseldorfer Künstlerin Ursula Graeff-Hirsch entworfen. Sie zeigen in abstrakter Form die vier Evangelistensymbole Matthäus, Markus, Lukas und Johannes sowie Traube und Ähre. Der Altarraum besitzt einen Kalksteinfußboden, der Gemeindesaal einen Parkettboden. Im hinteren Teil des Kirchraums befindet sich eine Empore, auf der auch die Orgel untergebracht ist. Am Abschluss der Empore lässt sich eine Trennwand aufziehen, mit der man den Kirchraum zweiteilen kann. An der Außenmauer südlich des Kircheingangs ist ein großformatiges Mosaik zum Thema des guten Hirten angebracht, das 1993 restauriert wurde.
1968 wurde die Kirchengemeinde Königssteele aufgelöst und die Gemeinde Horst-Eiberg gegründet.

## Orgel
Ursprünglich befand sich auf der Orgelempore im hinteren Teil des Kirchraumes eine elektronische Orgel der Firma Krien. 1980 wurde sie durch eine Orgel aus dem Hause Emil Hammer Orgelbau ersetzt.